# A Rainbow in Curved Air
A Rainbow in Curved Air je studiové album amerického hudebníka a skladatele Terryho Rileyho. Vydáno bylo v roce 1969 společností Columbia Records. Riley zde hraje na veškeré použité nástroje, tj. elektrické varhany, rocksichord, darbuku, tamburínu a sopránsaxofon. Deska obsahuje dvě dlouhé skladby, první z nich dala jméno celému albu („Rainbow in Curved Air“), druhá, která se nacházela na druhé straně původní gramofonové desky, se jmenuje „Poppy Nogood and the Phantom Band“. Producentem alba byl David Behrman. Podle ústřední skladby si svůj název zvolila anglická progresivní rocková skupina Curved Air.

## Seznam skladeb
| Pořadí | Název                             | Délka |
| ------ | --------------------------------- | ----- |
| 1.     | A Rainbow in Curved Air           | 18:40 |
| 2.     | Poppy Nogood and the Phantom Band | 21:40 |